# Godwin Odiye
Godwin Odiye (Lagos, 17 aprile 1956) è un allenatore di calcio e calciatore nigeriano, di ruolo difensore.

## Carriera

### Club
Si è trasferito in giovane età negli Stati Uniti, Paese in cui ha trascorso la sua carriera da calciatore ed in cui ha continuato a vivere anche dopo il ritiro.

### Nazionale
Nel 1978 giocò quattro partite di qualificazione ai Mondiali.
Vinse la Coppa d'Africa con la nazionale nigeriana nel 1980.

## Palmarès

### Club

#### Competizioni nazionali
- Lamar Hunt U.S. Open Cup: 2

Greek-American: 1985, 1994

### Nazionale
- Coppa d'Africa: 1

Nigeria 1980